# Росен Петров
Росен Петров Петров е български телевизионен сценарист, водещ и продуцент. В продължение на 8 години е главен сценарист на предаването „Шоуто на Слави“, както и единствен (след напускането на Любен Дилов-син през 2003 г.) съдружник на Слави Трифонов в „Седем-осми“ (Seven-Eight Productions) – продуцентската къща, създаваща „Шоуто на Слави“, „Вот на доверие“, „Файф старс“ (5 Stars), „Сървайвър БГ“ (Survivor BG), „Мюзик айдъл“ (Music Idol) и други. Бил е сценарист на телевизионните предавания „Ку-ку“ и „Хъшове“.

## Биография
Роден е на 24 юли 1970 г. в София. Завършва НГДЕК „Константин-Кирил Философ“ и Академията на МВР със специалности „Право“ и „Сигурност и борба с престъпността“. Работил е около година в криминална полиция на Столичната дирекция на МВР, като оперативен работник на длъжност – разузнавач първа степен.
Заедно с Любен Дилов-син и Слави Трифонов е един от основателите на Движение Гергьовден и член на неговото ръководство. През 2005 г. напуска организацията поради несъгласие с политиката на движението. Росен Петров е автор на идеите и обществените инициативи „Българската Коледа“ и „Свобода за българските медици в Либия“. Автор на много анализи в пресата, свързани най-вече с политическата ситуация и борбата с престъпността. През лятото на 2006 г. заминава за 2 месеца за Доминиканската републиката, където е креативен продуцент на „Сървайвър БГ“. Автор на идеята за конкурса „Танцувай с мен“, проведен в „Шоуто на Слави“ от ноември 2006 до февруари 2007. От 2005 г. Росен Петров редовно се изявява със своя собствена рубрика в „Шоуто на Слави“. След заболяването на Слави Трифонов, Росен Петров го замества като водещ до неговото възстановяване (до 9 юли 2007 година).
Росен Петров започва телевизионния сезон 2007/2008 отново с обществено значима инициатива – издигане на голям паметник в София на Хан Аспарух. Ангажира се и с реализацията му, която поради мащабността на проекта би трябвало да отнеме поне 2 години. За тази цел основава гражданското сдружение „Мила Родино“ заедно със Слави Трифонов, Евгени Димитров – Маестрото, хаджи Тошко Йорданов и Ася Йорданова, което да извършва и благотворителна дейност. През същия телевизионен сезон (за трета поредна година) Росен Петров продължава реализирането и на собствената си уникална рубрика „Истински истории“, както и втори сезон на „Танцувай с мен – 2“. Ново начинание е и рубриката „Под кръстосан огън“ в „Шоуто на Слави“, на която е и водещ съвместно със Слави Трифонов.
Също като „Танцувай с мен“, през пролетта на 2008 г. Росен Петров създава и изцяло новия в рамките на „Шоуто на Слави“ конкурс „Кандидати за слава“. В средата на месец май 2008 г., седмици след старта на конкурса, Росен Петров напуска поста си на главен сценарист на „Шоуто на Слави“ и този на съдружник в продуцентската компания „Седем-осми“ АД, както и във всички други фирми, където негов партньор е Слави Трифонов.
Няколко месеца по-късно, в края на август 2008 г., броени дни преди началото на новия телевизионен сезон на „Шоуто на Слави“, „Седем-осми“ АД напускат и двамата главни режисьори – съпрузите Стефка Райкова и Васил Лесов, както и сценаристът Калинка Тодорова. В публичното пространство все повече се засилват слуховете за намеренията на Росен Петров да стартира самостоятелна продуцентска дейност и ново авторско предаване, за което събира екип.
През октомври 2008 г. Росен Петров създава продуцентската компания „Медиа тайм“ (Media Time).
На 7 февруари 2009 г. се излъчва първият епизод от 12-серийното патриотично историческо ток-шоу „Операция Слава“, посветено на 100-годишнината от обявяването на Независимостта на България, което Росен Петров и екипът му реализират в партньорство с продуцентската къща „Дрийм тийм“ (Dream Team Productions) на Евтим Милошев и Любомир Нейков – бивши служители Росен Петров и Слави Трифонов, напуснали „Седем-осми“ през есента на 2006 г. Предаването е финансирано със субсидия от 1,7 милиона лева, отпусната от правителството на Сергей Станишев.
На 9 февруари 2014 г. Росен Петров прочита на живо в предаването „Нека говорят с... Росен Петров“ по бТВ декларация от свое име, че започва политическата му кариера в политическа партия „България без цензура“. В студиото гост е председателят на партията, бившият журналист Николай Бареков. Това се случва след месеци на спекулации относно бъдещата политическа кариера на Петров и дни след като ръководството на „бТВ Медия груп“ иска от водещия да бъде обявено, дали има планове за политическа кариера. През декември 2014 г. напуска партията.
От май 2018 г. започва да води предаването Операция „История“ в ефира на телевизия Bulgaria On Air.

## Филми
- Седем часа разлика- себе си.